# ジョン・ギャスライト
ジョン・ギャスライト（John Gathright、1962年6月14日 - ）は、タレント・コラムニスト・農学博士・エコロジー空間プロデューサー。NPO法人ツリークライミングジャパン理事長。アメリカオレゴン州出身。2009年現在は愛知県瀬戸市在住。瀬戸市内の森で味噌樽の廃材を利用したツリーハウスに住んでいる。

## 来歴・人物
自身はアメリカオレゴン州出身であるが、両親はカナダ出身である。その後、両親が離婚して母親に引き取られ、カナダブリティッシュコロンビア州で育った。そのため、アメリカとカナダの二重国籍を持つ。母親の再婚相手と上手く行かず、一時は人間不信になったという。この時に母方の祖父から受けた言葉が、自然や環境、ツリークライミングに関心を深めるきっかけになった。
1985年に来日。南山大学経営学部経営学科在籍中より名古屋でタレント活動を開始した。1993年に南山大学を卒業。その後、日本人女性と結婚した。1980年代、1990年代を中心にマルチタレントとして活動し、その後、日本・アメリカ・カナダ等で環境・自然・国際交流・教育・子育てなどに関する講演を実施するようになった。また、テレビコメンテーターやコラムニストとしても活動している。
2000年にNPO法人ツリークライミングジャパンを設立。ツリークライミングを通じて自然と触れ合い、環境にやさしい心を育てる活動を開始した。同年、「木笑園造林プロジェクト」でグッドデザイン賞（エコロジーデザイン賞）を受賞。愛・地球博では自然体感プログラム「グローイング・ヴィレッジ」を手掛けた。2007年に名古屋大学大学院生命農学研究科博士課程を修了。現在、中部大学で教授を、至学館大学で客員教授を務めている。
また実業家としても、株式会社ツリークライミングワールド(2003年有限会社ツリークライミングワールド)創業者であり、日本におけるツリークライミングの第一人者として樹木を専用ロープで登る技術を環境教育者や造園、林業のプロフェッショナル達に教える専門教育機関、ツリークライミング®︎ジャパン TCJ アーボリスト®︎トレーニング研究所 ATI を創立し日本全国に指導者を養成している。また国際組織ISA International Society of Arboriculture の理事も務める。
大橋巨泉、北野大、関口宏、小堺一機、関根勤滝川クリステルと交友が深く、特に巨泉・関口司会の番組にゲスト出演することが多い。

## 出演

### テレビ番組
- 世界まるごとHOWマッチ（毎日放送）
- 小堺一機の恋愛専科 色恋ざうるす（中京テレビ）
- 体感!ワンダフル日本（中京テレビ）
- 森田一義アワー 笑っていいとも!（フジテレビ） - 火曜日『外人さんいらっしゃい!』のコーナーを担当。
- 情報!もぎたてサラダ（TBS）
- モリゾー・キッコロ 森へいこうよ!（NHK教育テレビ）

### ラジオ番組
- もぎたてのカボチャたち（CBCラジオ）
- 東海北陸 午後のひととき（NHKラジオ第1放送）

### CM
- 濃尾産業
- 公共広告機構（現：ACジャパン）
- 協和発酵工業
- トヨタ自動車 トヨタ・エスティマ
- JAバンクあいち・岐阜県下JAバンク・三重県下JAバンク JAバンクサマーキャンペーン
- ジャスコシティ八事（現・イオン八事店）
- 愛知県 交通事故防止キャンペーンCM
- 中部大学・TVCM

## コラム
- ジョンさんのナゴヤ日記（中日新聞 週1回、1991年11月 - 1999年5月）
- 本音のコラム（東京新聞・中日新聞 週1回、1996年8月 - 2003年2月）
- ジョンさんの地球家族（中日新聞 週1回、1999年6月 - 2001年8月）
- 木の上で話そう（朝日新聞 週1回、2001年4月 - 2002年3月）

## 著書
- ジョンさんのナゴヤ日記（1993年、中日新聞社発行） ISBN 978-4806202592
- 八木さんちの田んぼ ジョンとジローのOh!米日記（1993年、愛知書房発行） ISBN 978-4900556133
- 子供は地球のヒーローだ ジョンさんちの子育て・磯野家の子育て（1996年、リバティ書房発行） ISBN 978-4947629838
- ジョンさんのナゴヤ日記2（1997年、中日新聞社発行） ISBN 978-4806203506
- ゆめのともだち（1997年、中央出版発行） ISBN 978-4877580780
- 子育てはラブサンドイッチ（1999年、扶桑社発行） ISBN 978-4594028183
- ツリークライミング 樹上の世界へようこそ（2003年、全国林業改良普及協会発行） ISBN 978-4881381311
- 森が生きる勇気をくれた 木は人間のお医者さん（2004年、ウェッジ発行） ISBN 978-4900594739
- ギフト・フロム・ザ・ハート（2006年、クリタ舎発行） ISBN 978-4903041032